# Trioceros oweni
Espèce
Synonymes
- Chamaeleo oweni Gray, 1831
- Chamaeleo tricornis Duméril & Bibron, 1836
- Chamaeleo bibroni Martin, 1838
- Chamaeleo grayii Swainsson, 1839
- Chamaeleo unicornis Mocquard, 1906
- Chamaeleo oweni cristata Sternfeld, 1912
- Chamaeleo michelli Müller, 1913

Statut CITES
Trioceros oweni est une espèce de sauriens de la famille des Chamaeleonidae.

## Répartition
Cette espèce se rencontre au Nigeria, au Cameroun, en Centrafrique, en Guinée équatoriale, au Gabon, au Congo-Kinshasa et en Angola.

## Étymologie
Cette espèce est nommée en l'honneur de William Fitzwilliam Owen.

## Description
Les mâles portent trois cornes lisses. 

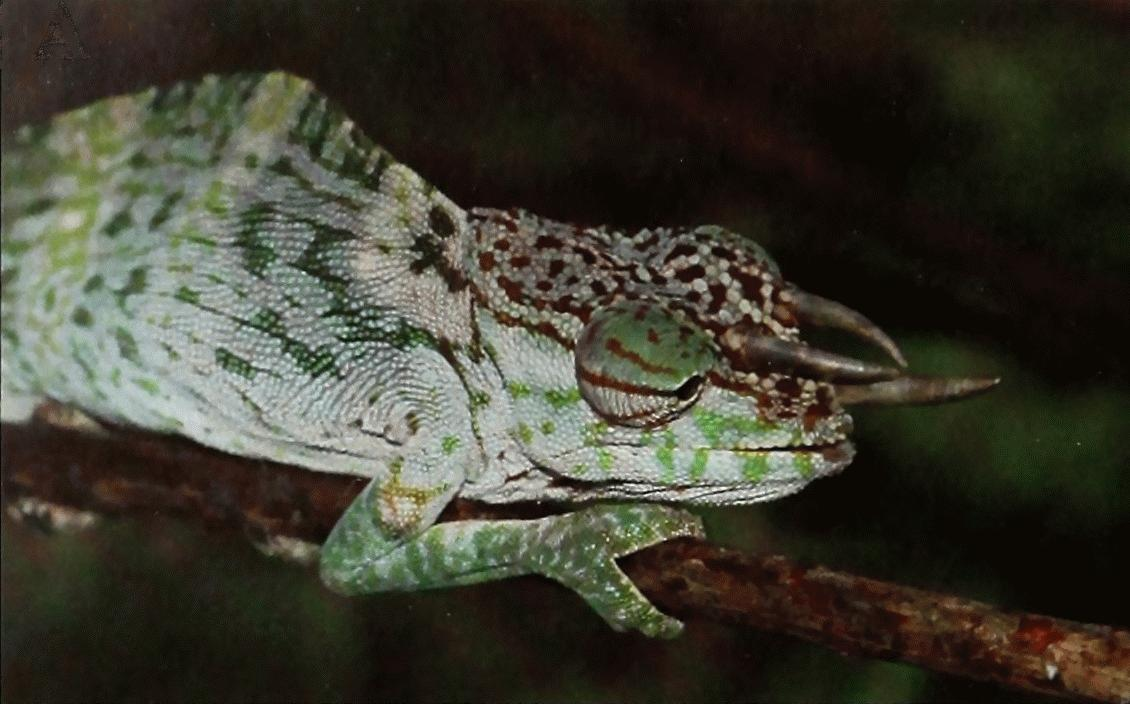

## Publication originale
- Gray, 1831 : Description of a new species of chamaeleon discovered by Capt. Owen in Africa. The Zoological Miscellany, vol. 1, p. 7 (texte intégral).